# Nanna Schultz Christensen
Nanna Schultz Christensen er en dansk tv-vært og kanalchef. Hun har været vært på DR's musikprogram Boogie. Hun har desuden deltaget i TV3-programmet, Top Model, i 2005, hvor hun repræsenterede Danmark og sluttede på andenpladsen.
Hun har senere været vært på DR-programmet Pigerne Mod Drengene, som er et program hvor en gymnasieklasse dyster mod hinanden, om deres oplevelser om kærester og sex.

## Uddannelse
Hun er HA (kom.)-uddannet fra Copenhagen business school, men hendes kerneinteresseområde er musik. [kilde mangler]

## Langvarige jobs
- 2002-2004 Teamleder og underviser ved Cybercity
- 2005-2008 Studievært og tilrettelægger ved Boogie i DR
- 2008-2009 Vært og tilrettelægger, Pigerne Mod Drengene i DR
- 2009-2010 PR ansvarlig for filmen Stages
- 2010-2012 Chefredaktør på magasinet Poplick.
- 2013-2014 Kanalchef for 7'eren. Et job hun forlod, da SBS lukkede kanalen.